# سن جیووانی دل دوسو
سن جیووانی دل دوسو (به ایتالیایی: San Giovanni del Dosso) یک کومونه در ایتالیا است که در استان منتووا واقع شده‌است.

## خصوصیات
سن جیووانی دل دوسو ۱۵٫۲ کیلومترمربع مساحت و ۱٬۳۱۳ نفر جمعیت دارد و ۱۳ متر بالاتر از سطح دریا واقع شده‌است.